# Осечен стоидвадесетоклетъчник
Осеченият стоидвадесетоклетъчник е еднообразен изпъкнал многоклетъчник. Общият брой е 720. Той има 600 тетраедъра и 120 осечени додекаедъра. Той има 2400 върха, 4800 ръба и 3120 стени (2400 триъгълника и 720 десетоъгълника). Връхната фигура е триъгълна пирамида. Дуалният многоклетъчник е четириделен шестстотиноклетъчник.

## Алтернативни имена
- Осечен стоидвадесетоклетъчник (Норман У. Джонсън)
- Осечен хекатоникосахорон (Акроним thi) (Джордж Олшевски и Джонтън Бауърс)[1]